# Copa América de 2021 – Fase final
A fase eliminatória da Copa América de 2021 começou em 2 de julho de 2021 com as quartas de final e terminou em 10 de julho de 2021 com a final.
Originalmente, a fase eliminatória estava programada para ser disputada de 4 a 12 de julho de 2020. No entanto, em 17 de março de 2020, o torneio foi adiado até 2021 devido à pandemia de COVID-19 na América do Sul.
Em 20 de maio de 2021, a Colômbia foi removida como co-anfitriã em meio a protestos em andamento contra o presidente colombiano Ivan Duque.
Todos os horários dos jogos listados estão em BRT (UTC − 3).

## Formato
Na fase eliminatória, se uma partida for empatada após 90 minutos:
- Nas quartas-de-final, a prorrogação não é disputada e a partida é decidida na disputa de pênaltis.
- Nas semifinais, play-off do terceiro lugar e final, será disputado o prolongamento (dois períodos de 15 minutos cada), onde cada equipe poderá fazer uma quarta substituição. Se ainda houver empate após a prorrogação, a partida será decidida na disputa de pênaltis.

## Equipes qualificadas
As quatro melhores equipes de ambos os grupos se classificam para a fase eliminatória.
| Grupo | Primeiros colocados | Segundos colocados | Terceiros colocados | Quartos colocados |
| ----- | ------------------- | ------------------ | ------------------- | ----------------- |
| A     | Argentina           | Uruguai            | Paraguai            | Chile             |
| B     | Brasil              | Peru               | Colômbia            | Equador           |

## Suporte
|  | Quartas de final                    | Quartas de final                    |                                   |       | Semifinais | Semifinais |  |  | Final                 | Final |
|  |                                     |                                     |                                   |       |            |            |  |  |                       |       |
|  | 3 de julho — Goiânia                |                                     |                                   |       |            |            |  |  |                       |       |
|  |                                     |                                     |                                   |       |            |            |  |  |                       |       |
|  | Argentina                           | 3                                   |                                   |       |            |            |  |  |                       |       |
|  | Argentina                           | 3                                   | 6 de julho — Brasília             |       |            |            |  |  |                       |       |
|  | Equador                             | 0                                   |                                   |       |            |            |  |  |                       |       |
|  | Equador                             | 0                                   | Argentina (pen)                   | 1 (3) |            |            |  |  |                       |       |
|  | 3 de julho — Brasília               |                                     | Argentina (pen)                   | 1 (3) |            |            |  |  |                       |       |
|  |                                     | Colômbia                            | 1 (2)                             |       |            |            |  |  |                       |       |
|  | Uruguai                             | Colômbia                            | 1 (2)                             | 0 (2) |            |            |  |  |                       |       |
|  | Uruguai                             |                                     | 10 de julho – Rio de Janeiro (M.) | 0 (2) |            |            |  |  |                       |       |
|  | Colômbia (pen)                      | 0 (4)                               |                                   |       |            |            |  |  |                       |       |
|  | Colômbia (pen)                      | 0 (4)                               | Argentina                         | 1     |            |            |  |  |                       |       |
|  | 2 de julho — Rio de Janeiro (N. S.) |                                     | Argentina                         | 1     |            |            |  |  |                       |       |
|  |                                     | Brasil                              | 0                                 |       |            |            |  |  |                       |       |
|  | Brasil                              | Brasil                              | 0                                 | 1     |            |            |  |  |                       |       |
|  | Brasil                              | 5 de julho — Rio de Janeiro (N. S.) |                                   | 1     |            |            |  |  |                       |       |
|  | Chile                               | 0                                   |                                   |       |            |            |  |  |                       |       |
|  | Chile                               | 0                                   | Brasil                            | 1     | 3º lugar   | 3º lugar   |  |  |                       |       |
|  | 2 de julho — Goiânia                |                                     | Brasil                            | 1     | 3º lugar   | 3º lugar   |  |  |                       |       |
|  |                                     | Peru                                | 0                                 |       |            |            |  |  |                       |       |
|  | Peru (pen)                          | Peru                                | 0                                 | 3 (4) | Colômbia   | 3          |  |  |                       |       |
|  | Peru (pen)                          |                                     |                                   | 3 (4) | Colômbia   | 3          |  |  |                       |       |
|  | Paraguai                            | 3 (3)                               |                                   | Peru  | 2          |            |  |  |                       |       |
|  | Paraguai                            | 3 (3)                               |                                   |       | 2          |            |  |  |                       |       |
|  |                                     |                                     |                                   |       |            |            |  |  | 9 de julho — Brasília |       |
|  |                                     |                                     |                                   |       |            |            |  |  |                       |       |

## Quartas de final
| 2 de julho    | Peru                          | 3 – 3     | Paraguai                            | Estádio Olímpico, Goiânia     |
| 18:00 (UTC−3) | Lapadula 21', 40' · Yotún 80' | Relatório | Gómez 11' · Alonso 54' · Ávalos 90' | Árbitro: URU Esteban Ostojich |

|                                          |       | Penalidades                                                  |  |
| Lapadula Yotún Ormeño Tapia Cueva Trauco | 4 – 3 | Ángel Romero Alonso Martínez Samudio Piris da Motta Espínola |  |

| 2 de julho    | Brasil      | 1 – 0     | Chile | Estádio Nilton Santos, Rio de Janeiro |
| 21:00 (UTC−3) | Paquetá 46' | Relatório |       | Árbitro: ARG Patricio Loustau         |

| 3 de julho    | Uruguai | 0 – 0     | Colômbia | Estádio Mané Garrincha, Brasília |
| 19:00 (UTC−3) |         | Relatório |          | Árbitro: ESP Jesús Gil Manzano   |

|                            |       | Penalidades               |  |
| Cavani Giménez Suárez Viña | 2 – 4 | Zapata Sánchez Mina Borja |  |

| 3 de julho    | Argentina                                | 3 – 0     | Equador | Estádio Olímpico, Goiânia           |
| 22:00 (UTC−3) | De Paul 40' · Martínez 84' · Messi 90+3' | Relatório |         | Árbitro: BRA Wilton Pereira Sampaio |

## Semifinal
| 5 de julho    | Brasil      | 1 – 0     | Peru | Estádio Nilton Santos, Rio de Janeiro |
| 20:00 (UTC−3) | Paquetá 35' | Relatório |      | Árbitro: CHI Roberto Tobar            |

| 6 de julho    | Argentina   | 1 - 1     | Colômbia | Estádio Mané Garrincha, Brasília |
| 22:00 (UTC−3) | Martínez 7' | Relatório | Díaz 61' | Árbitro: VEN Jesús Valenzuela    |

|                                |       | Penalidades                         |  |
| Messi De Paul Paredes Martínez | 3 – 2 | Cuadrado Sánchez Mina Borja Cardona |  |

## Disputa pelo terceiro lugar
| 9 de julho    | Colômbia                             | 3 – 2     | Peru                     | Estádio Mané Garrincha, Brasília |
| 21:00 (UTC−3) | Cuadrado 49' · Díaz 66' · Díaz 90+3' | Relatório | Yotún 45' · Lapadula 82' | Árbitro: BRA Raphael Claus       |

### Final
| 10 de julho   | Argentina    | 1 – 0     | Brasil | Estádio do Maracanã, Rio de Janeiro |
| 21:00 (UTC−3) | Di Maria 22' | Relatório |        | Árbitro: URU Esteban Ostojich       |